# 晋幽公
晋幽公（？—前416年），姬姓，名柳，春秋末期的晋国国君，晋哀公之子。
晋哀公十八年（周考王七年，前434年），哀公卒，幽公即位。此時赵、韩、魏三家強大，儘管名義上仍是晉國臣屬，并非诸侯国，但幽公反而要朝见三家之主。晋國大部分土地都被赵烈侯、韩景侯、魏文侯瓜分，幽公的仅剩下曲沃和绛兩處領地。
幽公十八年（前416年），晋幽公出城與婦人幽會，為賊所殺。一說為魏文侯所誅。按《古本竹书纪年》，晋幽公则是被夫人秦嬴杀死于床上。魏文侯平亂，立幽公之子止即位，是為烈公。